# Puccinia calanticariae
Puccinia calanticariae ist eine Ständerpilzart aus der Ordnung der Rostpilze (Pucciniales). Der Pilz ist ein Endoparasit der Korbblütlergattung Viguiera. Symptome des Befalls durch die Art sind Rostflecken und Pusteln auf den Blattoberflächen der Wirtspflanzen. Sie ist im südlichen Nordamerikas verbreitet.

## Merkmale

### Makroskopische Merkmale
Puccinia calanticariae ist mit bloßem Auge nur anhand der auf der Oberfläche des Wirtes hervortretenden Sporenlager zu erkennen. Sie wachsen in Nestern, die als gelbliche bis braune Flecken und Pusteln auf den Blattoberflächen erscheinen.

### Mikroskopische Merkmale
Das Myzel von Puccinia calanticariae wächst wie bei allen Puccinia-Arten interzellulär und bildet Saugfäden, die in das Speichergewebe des Wirtes wachsen. Ihre Spermogonien wachsen beidseitig auf den Wirtsblättern. Die ebenfalls beidseitig wachsenden Aecien der Art sind zimtbraun und bilden Gruppen mit den Spermogonien. Sie besitzen 27–30 × 19–25 µm große, zimtbraune und eiförmige bis ellipsoide Aeciosporen mit warziger Oberfläche. Die beidseitig wachsenden Uredien des Pilzes sind zimtbraun und versprengt. Ihre Uredosporen ähneln den Aeciosporen. Die blattunterseitig oder bisweilen an Stängeln wachsenden Telien der Art sind schwarzbraun und unbedeckt. Die tief kastanienbraunen Teliosporen sind zweizellig, in der Regel breitellipsoid und 34–46 × 22–28 µm groß. Ihre Stiele sind farblos und bis zu 200 µm lang.

## Verbreitung
Das bekannte Verbreitungsgebiet von Puccinia calanticariae reicht von Arizona bis nach Mexiko-Stadt.

## Ökologie
Die Wirtspflanzen von Puccinia calanticariae sind verschiedene Viguiera-Arten. Der Pilz ernährt sich von den im Speichergewebe der Pflanzen vorhandenen Nährstoffen, seine Sporenlager brechen später durch die Blattoberfläche und setzen Sporen frei. Die Art durchläuft einen Entwicklungszyklus mit Spermogonien, Aecien, Telien und Uredien, vollzieht aber keinen Wirtswechsel.